# 范吉利斯
范吉利斯（希臘語：Βαγγέλης），本名埃萬蓋洛斯·奧德修斯·帕帕薩納西奧斯（轉寫：Evángelos Odysséas Papathanassíou，1943年3月29日—2022年5月17日），希腊音乐家，他的音乐风格集电子、新世纪、古典于一体。他曾因为电影《火戰車》、《银翼杀手》、《1492：征服天堂》、《南極物語》等製作电影配乐而成名。《火戰車》配乐赢得了第54届奥斯卡“最佳電影音樂”奖。《Mythodea》則是NASA火星探測任務2001火星奧德賽號的任務主題曲。

## 生平
范吉利斯生于義佔時期的希臘阿格里亞（現佛洛斯一部分），曾同迪米斯·盧索斯一起，為搖滾樂隊愛神之子的成員。在60年代离开家乡，移居巴黎发展；70年代辗转伦敦，并在伦敦建立自己的音乐工作室和实验室，全身心投入电子音乐的创作；1982年电影《火之战车》的配乐赢得奥斯卡奖，也为他在80年代初赢得世界声名；90年代，范吉利斯主要活动范围在北美和欧洲，继续电影配乐和电子音乐创作。2001年，年逾60岁的范吉利斯在故乡希腊举办“2001火星奥德赛——为美国国家航空与宇宙航行局而作”音乐会。2002年，他创作了2002年韩日世界杯的官方主题曲《足球圣歌》。
范吉利斯被评论家评为最伟大的电子音乐家之一。被譽為「電子樂界的柴可夫斯基」。
2022年5月17日，范吉利斯因心臟衰竭在法國巴黎的醫院逝世，享壽79歲。

## 专辑
- (1972) Fais que Ton Rêve Soit Plus Long que la Nuit
- (1973) Earth
- (1975) Heaven and Hell
- (1975) La Fete Sauvage (原声带发行)
- (1976) Albedo 0.39
- (1977) Spiral
- (1978) Beaubourg
- (1978) Opera Sauvage (原声带发行)
- (1979) Chung Kon
- (1980) See You Later
- (1981) Chariots of Fire (原声带发行)
- (1983) Antarctic (原聲帶發行)
- (1984) Soil Festivities
- (1985) Mask
- (1985) Invisible Connections
- (1988) Direct
- (1990) The City
- (1993) 1492: Conquest of Paradise (原声带发行)
- (1995) Voices
- (1996) Oceanic
- (1998) El Greco
- (2001) Mythodea: Music for the NASA Mission: 2001 Mars Odyssey
- (2004) Alexander (原声带发行)
- (2007) Blade Runner Trilogy
- (2007) El Greco (原声带发行)

## 榮譽

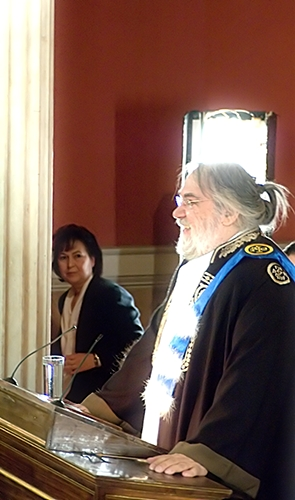
范吉利斯於2008年接受雅典大學榮譽博士學位

- 小行星6354以他的藝名（Vangelis）命名。
- NASA在2003年授予他公共服務獎章（NASA Public Service Medal）。
- 2008年雅典大学授予他榮譽博士。

## 外部連結
- 范吉利斯在互联网电影资料库（IMDb）上的資料（英文）
- Independent Vangelis Site （页面存档备份，存于）
- Vangelis' Movements （页面存档备份，存于）
- Vangelis Collector （页面存档备份，存于）
- Vangelis' Nemo Studios （页面存档备份，存于）
- Vangelis History （页面存档备份，存于）